# Robert Geldard
Robert Alan Geldard, né le 16 avril 1927 à Rochdale et mort le 26 février 2018 à Salford, est un coureur cycliste britannique. 

## Biographie
En 1948, il remporte une médaille de bronze aux Jeux olympiques de Londres, lors de la poursuite par équipe avec Wilfred Waters, David Ricketts et Tommy Godwin.

## Palmarès

### Jeux olympiques
- Londres 1948
  -  Médaillé de bronze de la poursuite par équipes (avec Wilfred Waters, David Ricketts et Tommy Godwin)

### Championnats nationaux
- 1947
  -  Champion de Grande-Bretagne de poursuite par équipes